# Cove (Oregon)
Cove és una població dels Estats Units a l'estat d'Oregon. Segons el cens del 2000 tenia 594 habitants.

## Demografia
Segons el cens del 2000, Cove tenia 594 habitants, 231 habitatges, i 176 famílies. La densitat de població era de 283,1 habitants per km².
Dels 231 habitatges en un 31,2% hi vivien nens de menys de 18 anys, en un 65,8% hi vivien parelles casades, en un 8,7% dones solteres, i en un 23,4% no eren unitats familiars. En el 21,2% dels habitatges hi vivien persones soles el 12,1% de les quals corresponia a persones de 65 anys o més que vivien soles. El nombre mitjà de persones vivint en cada habitatge era de 2,57 i el nombre mitjà de persones que vivien en cada família era de 2,94.
Per edats la població es repartia de la següent manera: un 26,1% tenia menys de 18 anys, un 6,1% entre 18 i 24, un 23,1% entre 25 i 44, un 27,6% de 45 a 60 i un 17,2% 65 anys o més.
L'edat mediana era de 42 anys. Per cada 100 dones de 18 o més anys hi havia 88,4 homes.
La renda mediana per habitatge era de 38.542$ i la renda mediana per família de 42.344$. Els homes tenien una renda mediana de 31.793$ mentre que les dones 24.063$. La renda per capita de la població era de 15.872$. Aproximadament l'11,1% de les famílies i el 12,9% de la població estaven per davall del llindar de pobresa.

## Poblacions més properes
El següent diagrama mostra les poblacions més properes.